# H31IA
H31IA（エイチ さんいち アイエー）は、インベンテック・アプライアンシズが開発した、イー・モバイルの音声通話サービス対応の携帯電話である。

## 特徴
インベンテック・アプライアンシズが日本市場に初めて送り出す端末。イー・モバイルの音声端末としては初となるHSUPAに対応させている。

## 沿革
- 2010年2月1日　- イー・モバイルよりD26HWとともに、2月19日発売を発表。
- 2010年2月19日　- 発売

## 対応サービス
- EMnet/SMS/絵文字メール
- ミュージックプレイヤー/デジタルカメラ
- フルブラウザ/海外ローミング(3G/GSM)